# Bulbophyllum crenilabium
Bulbophyllum crenilabium là một loài phong lan thuộc chi Bulbophyllum.